# Rachid Temal
Rachid Temal (født 29. marts 1973 i Eaubonne ved Cergy i Val-d'Oise, Île-de-France) er en fransk politiker fra Socialistpartiet. 

## Midlertidig partiformand
Rachid Temal var midlertidig formand for Socialistpartiet (Coordinateur national du Parti socialiste) fra 30. september 2017 til 7. april 2018.

## Senator
Rachid Temal blev medlem af det franske senat den 2. oktober 2017. Han repræsenterer Val-d'Oise.

## Regionsrådsmedlem
Fra 18. december 2015 til 19. oktober 2017 var Rachid Temal medlem af regionsrådet for Île-de-France.

 